# Sigismund Eduard Jacob Maurits van Lier
Sigismund Eduard Jacob Maurits van Lier (Utrecht, 26 december 1875 - 's-Gravenhage, 28 februari 1938) was jurist en laatstelijk advocaat-generaal bij de Hoge Raad der Nederlanden.

## Biografie
Van Lier was een zoon van de advocaat mr. Lambertus van Lier, later bankier en wethouder van Utrecht, en Geertruida Elisabeth Kronenberg. Hij studeerde rechten te Utrecht en promoveerde daar op 18 december 1900 op stellingen. Daarna was hij van 1900 tot 1906 advocaat bij zijn vader te Utrecht. Vervolgens werd hij ambtenaar bij het openbaar ministerie, laatstelijk (1927) officier van justitie te Almelo. Per 22 juni 1927 werd hij benoemd tot advocaat-generaal bij de Hoge Raad der Nederlanden, hetgeen hij tot zijn overlijden zou blijven.
In 1936 trouwde hij met Caroline Celine Vera Schmidt Ernsthausen (1894-1978), verzamelaarster van werk van en over de dichter Pieter Cornelis Boutens (1870-1943).